# Eickelborn (Adelsgeschlecht)

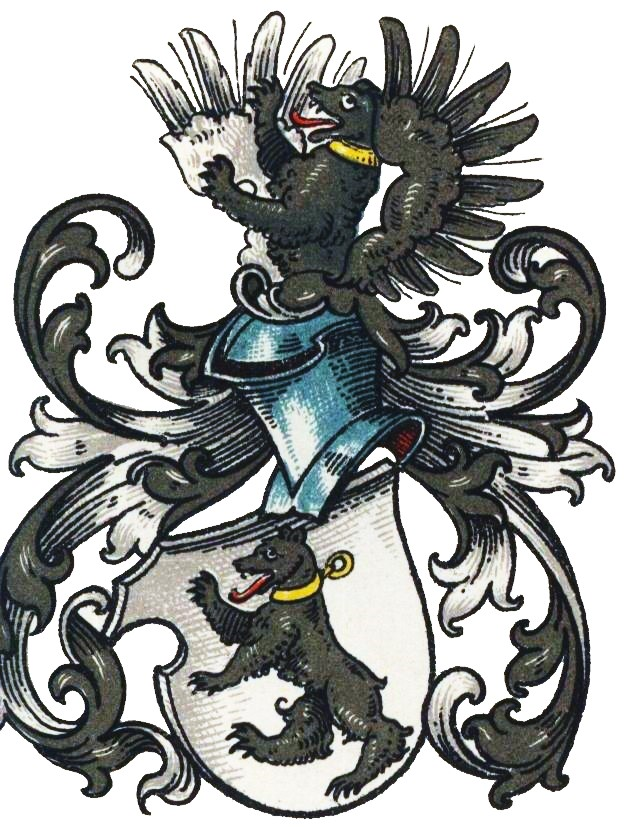
Wappen derer von Eickelborn im Wappenbuch des Westfälischen Adels

Eickelborn (auch: Eckelborn, Eckelberen, Ekelberen, Ekeneberne o. ä.) ist der Name eines westfälischen Adelsgeschlechts.

## Geschichte
Der namensgebende Stammsitz des Geschlechts lag im Amt Erwitte in Eickelborn, heute ein Stadtteil von Lippstadt an der Straße von Hamm nach Lippstadt. Das Haus war ein Lehen des Stifts Meschede.
1253 erscheint ein Knappe Henrich de Ekeneborne. Der Soester Bürger Johann von Eyckelbern verkaufte 1457 zusammen mit seiner Frau Elseken von Velmede etwas an das Kloster Marienfeld. Ritter Jaspar von Ekelborn wurde 1481 vom Propst zu Meschede mit Eickelborn belehnt.
Die Familie starb im Mannesstamm mit dem Tod von Jaspar von Eickelborn im Jahr 1486 aus. Erbtochter Anna von Eickelborn brachte Eickelborn in ihre Ehe mit Anton von Berninghausen.

## Wappen
Blasonierung: In Silber ein aufgerichteter schwarzer Bär mit goldenem Halsband. Auf dem Helm der Bär wachsend zwischen einem (rechts) silbernen und einem schwarzen Flügel. Die Helmdecken sind schwarz-silbern.
Das Wappen derer von Eickelborn wurde in das Wappen des Orts Eickelborn aufgenommen.